# Mesochorus planus
Mesochorus planus là một loài tò vò trong họ Ichneumonidae.